# Ramphotyphlops willeyi
Ramphotyphlops willeyi är en ormart som beskrevs av Boulenger 1900. Ramphotyphlops willeyi ingår i släktet Ramphotyphlops och familjen maskormar. Inga underarter finns listade i Catalogue of Life.
Denna orm förekommer på två öar som tillhör Nya Kaledonien. Arten lever i låglandet upp till 150 meter över havet. Ramphotyphlops willeyi gräver i lövskiktet och i det översta jordlagret. Honor lägger ägg.
Det senaste fyndet är från 1939. IUCN kategoriserar arten globalt som otillräckligt studerad.